# Acalypha lagascana
Acalypha lagascana é uma espécie de flor do gênero Acalypha, pertencente à família Euphorbiaceae.